# Just Perfect
Just Perfect è un film per la televisione del 1990.
Prodotto dalla Walt Disney, Just Perfect è una serie di 13 puntate che vede protagonista una famiglia borghese americana alle prese con un cane di San Bernardo, che le combina di tutti i colori.